# La Providencia, Oaxaca
La Providencia är en ort i Mexiko.   Den ligger i kommunen Santiago Tilantongo och delstaten Oaxaca, i den sydöstra delen av landet, 300 km sydost om huvudstaden Mexico City. La Providencia ligger 2 277 meter över havet och antalet invånare är 142.
Terrängen runt La Providencia är huvudsakligen kuperad, men västerut är den bergig. Terrängen runt La Providencia sluttar österut. Runt La Providencia är det ganska glesbefolkat, med 24 invånare per kvadratkilometer. Närmaste större samhälle är San Pedro Tidaá, 7,0 km nordväst om La Providencia. Trakten runt La Providencia består i huvudsak av gräsmarker.